# Timostratos
Timostratos (altgriechisch Τιμόστρατος, lateinisch Timostratus) war ein athenischer Komödiendichter, der im 2. Jahrhundert v. Chr. wirkte. Auch sein Sohn Ariston und sein Enkel Poses waren Komödiendichter.
Inschriftlich ist bezeugt, dass Timostratos an den Dionysien von 188 v. Chr. mit der Komödie Der Losgekaufte (altgriechisch Λυτρούμενος Lytrumenos) den sechsten Platz und an den Dionysien von 183 v. Chr. mit dem Stück Der seine Verwandten liebt (altgriechisch Φιλοικεῖος Philoikeios) den vierten Platz errang. Es ist ungeklärt, ob er mit dem Stück Der Wohltaten Vergeltende (altgriechisch Ἀντευεργετῶν Anteuergetōn) 177. v. Chr. an den Dionysien den dritten Platz belegte oder ob es sich hier um einen anderen Komödiendichter handelte. Neben den inschriftlich bezeugten Werken sind durch Auszüge einzelner Wörter oder Wendungen bei Lexikographen fünf Titel überliefert: Der Zügellose (altgriechisch Ἄσωτος Asōtos), Der Neubürger (altgriechisch Δημοποίητος Dēmopoiētos), Die Bürgschaft (altgriechisch Παρακαταθήκη Parakatathēkē), Pan (altgriechisch Πάν) und Der seinen Herrn liebt (altgriechisch Φιλοδέσποτος Philodespotos). Zudem zitiert Johannes Stobaios (ecl. IV 50,13) zwei Verse aus einem unbekannten Werk, in denen ein Generationenkonflikt aufgezeigt wird.